# 1990 v letectví
Tento článek obsahuje seznam událostí souvisejících s letectvím, které proběhly roku 1990.

## Události

### Duben
- 21. dubna – Aeritalia se jako partner připojuje ke konsorciu Airbus

### Září
- 2. září – v závodě o Pohár Gordona Bennetta zvítězili Rakušané Josef Starkbaum a Gert Scholz, tato posádka zvítězila i v pěti předešlých ročnících

### Prosinec
- 21. prosince – ve věku 80 let zemřel Kelly Johnson

## První lety

### Leden
- 10. ledna – McDonnell Douglas MD-11, nákladní verze
- 15. ledna – Atlas XH-2

### Únor
- 19. února – Scaled Composites ARES

### Březen
- 29. března – Iljušin Il-114

### Duben
- 13. dubna – Suchoj Su-27IB, prototyp

### Srpen
- 1. srpna – Embraer/FMA CBA 123 Vector
- 27. srpna – Northrop YF-23

### Září
- 29. září – YF-22 Raptor

### Říjen
- 10. října – Learjet 60
- 11. října – Rockwell-MBB X-31

### Listopad
- 21. listopadu – NAMC-PAC K-8